# Александър Антонов
Александър Антонов (Антов) с псевдоними А. Горов и Севастиянов е български учител, социалист, революционер, деец на Вътрешната македоно-одринска революционна организация.

## Биография
Александър Антонов е роден в 1881 година в Пирдоп, тогава в Османската империя. Завършва българската гимназия в Битоля. Работи за кратко като учител в Кочани. Включва се в социалистическото движение „Класово съзнание“. Подпомага Пейо Яворов при издаването на вестник „Дело“ (1901 – 1902).
По време на Илинденско-Преображенското въстание в 1903 година е четник в четата на своя съгражданин войводата Никола Пушкаров.
След разгрома на въстанието пише поредица от статии във вестник „Пролетарий“, списание „Ново време“, списание „Македоно-одрински преглед“ и в „Червен народен календар“.
Тежко болен от туберкулоза, в 1907 година се самоубива в София.
Писателят Георги Томалевски, в чиято бащина къща на улица „Веслец“ живее Антонов, пише за него:
| „ | Той ходи заметнат с широка шаячна пелерина и всякога чете или пише нещо. Никой не може да надникне в тайната, която заобекаля неговия живот. Лицето на този човек, когото наричат Александър Антонов, е срамежливо, приветливо лице, той е по-скромен и по-свит дори от едно неопитно момиче. Очите му са сини, умислени, а косата, винаги сресана на път, е в порядък. Антонов говори много малко и рядко се усмихва. Аз чувам как той кашля в самотата си и се разхожда с равномерни стъпки из стаята си. Тоя Александър Антонов е приятел на големия ми брат. Те често седят сами и разглеждат някакви книжа. Говорят си нещо, но мен ми прави впечатление, че те всичко крият от баща ми. Ведвъж аз влизам в неговата стая, а Антонов, заметнат с пелерината, приседнал на единия ъгъл на масата, мълчи и гледа навън. Стори ми се необикновена, тъста и наситена с печал както тишината, така и мрачината в тази стая. Гаснеше зимният ден... Наскоро след тоя ден, след тоя тъжен размисъл, намериха Антонов прострелян в големия парк, който се нарича Борисова градина. | “ |